# كيف سرق غرينش عيد الميلاد
كيف سرق غرينش عيد الميلاد (بالإنجليزية: Dr. Seuss' How the Grinch Stole Christmas)‏ هو فيلم كوميدي تم إنتاجه في الولايات المتحدة وصدر في سنة 2000. الفيلم من إخراج رون هوارد.

## بطولة
- جيم كاري
- جيفري تامبور
- كريستين بارانسكي

## الميزانية والإيرادات
بلغت تكلفة إنتاج الفيلم حوالي 123 مليون دولار بينما حقق أرباحا تقدر بـ 345,141,403 دولار.

### ترشيحات وجوائز
| السنة | الحدث  | الفئة               | النتيجة  |
| ----- | ------ | ------------------- | -------- |
|       | أوسكار | أفضل مستحضرات تجميل | فـــــوز |

## وصلات خارجية
- غرينش على موقع IMDb (الإنجليزية)
- غرينش على موقع ميتاكريتيك (الإنجليزية)
- غرينش على موقع روتن توميتوز (الإنجليزية)
- غرينش على موقع نتفليكس (الإنجليزية)
- غرينش على موقع قاعدة بيانات الأفلام العربية
- غرينش على موقع ألو سيني (الفرنسية)
- غرينش على موقع Turner Classic Movies (الإنجليزية)
- غرينش على موقع أول موفي (الإنجليزية)
- غرينش على موقع بوكس أوفيس موجو (الإنجليزية)
- غرينش على موقع فيلمافينيتي (الإسبانية)

1. ↑  "معلومات عن غرينش (فيلم) على موقع dfi.dk". dfi.dk. مؤرشف من الأصل في 2019-12-11.
2. ↑  "معلومات عن غرينش (فيلم) على موقع scope.dk". scope.dk. مؤرشف من الأصل في 2008-12-19.
3. ↑  "معلومات عن غرينش (فيلم) على موقع cineplex.de". cineplex.de. مؤرشف من الأصل في 2019-12-11.